# Villa Hidalgo, Mazapa de Madero
Villa Hidalgo är en ort i Mexiko.   Den ligger i kommunen Mazapa de Madero och delstaten Chiapas, i den sydöstra delen av landet, 900 km sydost om huvudstaden Mexico City. Villa Hidalgo ligger 989 meter över havet och antalet invånare är 356.
Terrängen runt Villa Hidalgo är bergig norrut, men söderut är den kuperad. Villa Hidalgo ligger nere i en dal. Runt Villa Hidalgo är det ganska tätbefolkat, med 179 invånare per kvadratkilometer. Närmaste större samhälle är Motozintla de Mendoza, 11,2 km sydväst om Villa Hidalgo. I omgivningarna runt Villa Hidalgo växer huvudsakligen savannskog.